# Luxémont-et-Villotte
Luxémont-et-Villotte è un comune francese di 482 abitanti situato nel dipartimento della Marna nella regione del Grand Est.

## Società

### Evoluzione demografica
Abitanti censiti